# Araneus trifolium
Espèce
Synonymes
- Epeira jaspidata Walckenaer, 1841
- Epeira trifolium Hentz, 1847
- Epeira septima Hentz, 1847
- Epeira aureola Hentz, 1847
- Araneus trifolium candidans Petrunkevitch, 1911
- Aranea gosogana Chamberlin, 1919

Araneus trifolium est une espèce d'araignées aranéomorphes de la famille des Araneidae.
Les anglophones l'appellent Shamrock orbweaver ou pumpkin spider.

## Distribution
Cette espèce se rencontre aux États-Unis au Maine, au New Hampshire, au Vermont, au Massachusetts, au Connecticut, dans l'État de New York, en Pennsylvanie, au New Jersey, au Maryland, en Virginie-Occidentale, en Virginie, en Caroline du Nord, au Tennessee, en Alabama, en Ohio, en Indiana, au Michigan, en Illinois, au Wisconsin, en Iowa, au Minnesota, au Dakota du Nord, au Dakota du Sud, au Colorado, au Nouveau-Mexique, en Utah, au Wyoming, au Montana, en Idaho, en Californie, en Oregon, au Washington et en Alaska et au Canada au Yukon, aux Territoires du Nord-Ouest, en Colombie-Britannique, en Alberta, en Saskatchewan, au Manitoba, en Ontario, au Québec, au Nouveau-Brunswick, en Nouvelle-Écosse et en Terre-Neuve-et-Labrador,.

## Habitat
C'est une grande araignée qui vit parmi les herbes hautes en bordure des lisières et des sentiers.

## Description

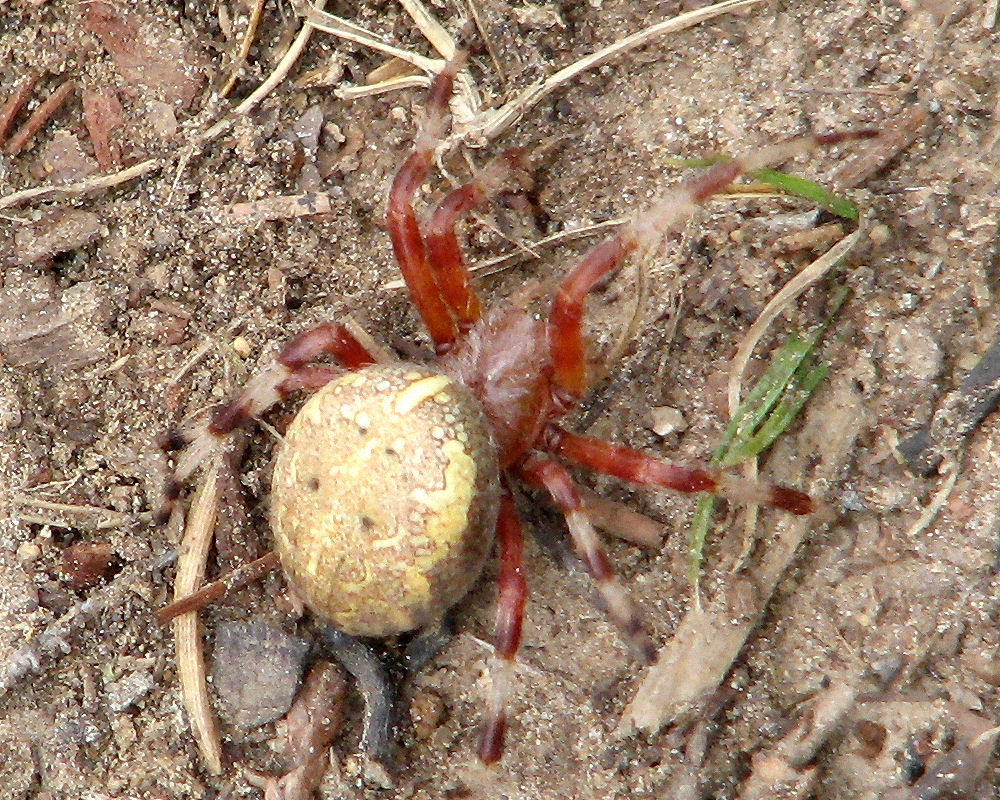
Araneus trifolium

Le mâle décrit par Levi en 1971 mesure 7,5 mm et la femelle 15 mm. Les mâles mesurent de 5 à 8 mm et les femelles de 9 à 20 mm.
Son abdomen est globuleux, orangé et orné de taches blanches, dont chacune présente une fine marge brunâtre ou orange vif. Le céphalothorax est petit, velu et quelque peu en retrait sous le lobe frontal de l'abdomen. Ses pattes sont ornées de bandes noires et blanches, et pourvues de petites épines. Les poils sont longs et arqués, notamment sur le dos.

## Toile
Elle peut tisser une grande toile le long des lisières et des chemins. De gros insectes peuvent s'y empêtrer, notamment des Sarcophagidae, des Vespidae et même des Nymphalidae, tel un Monarque.

## Galerie

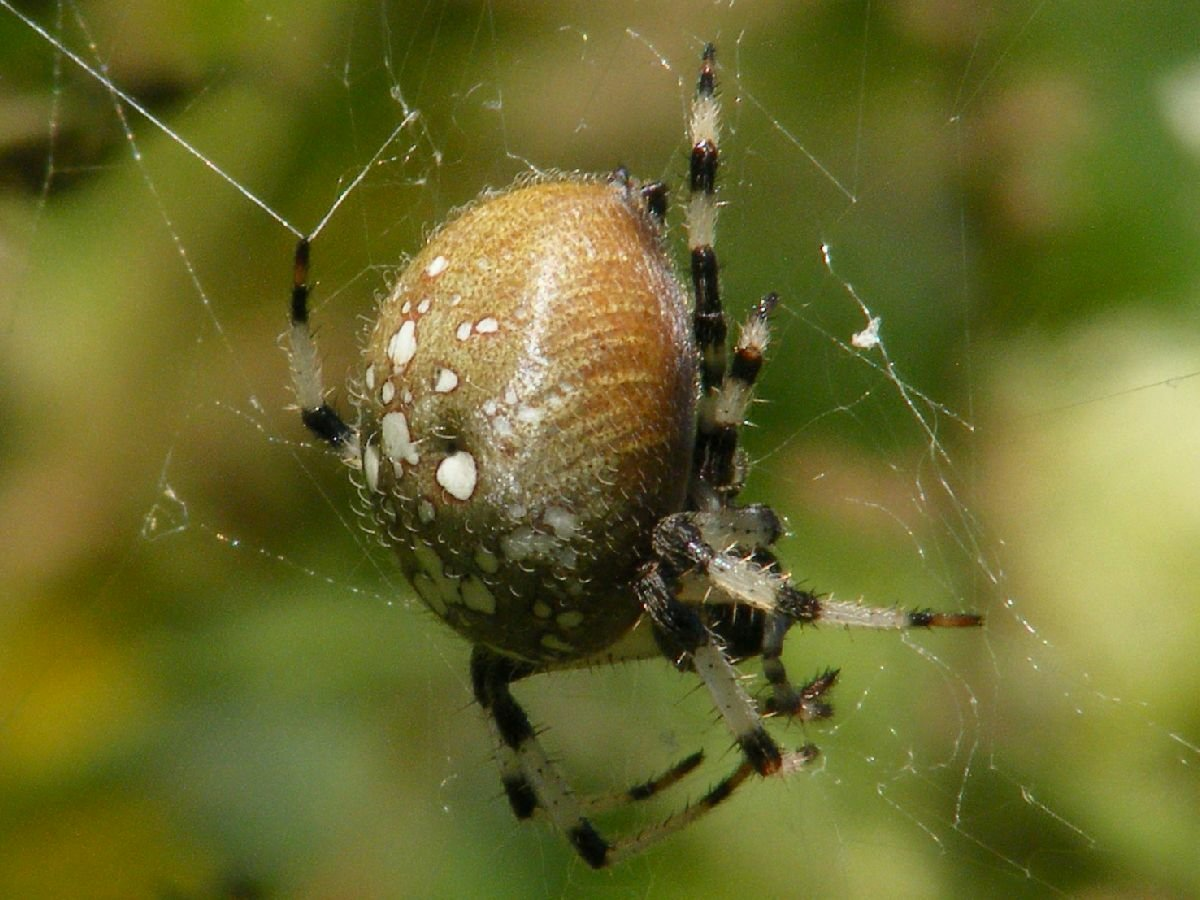
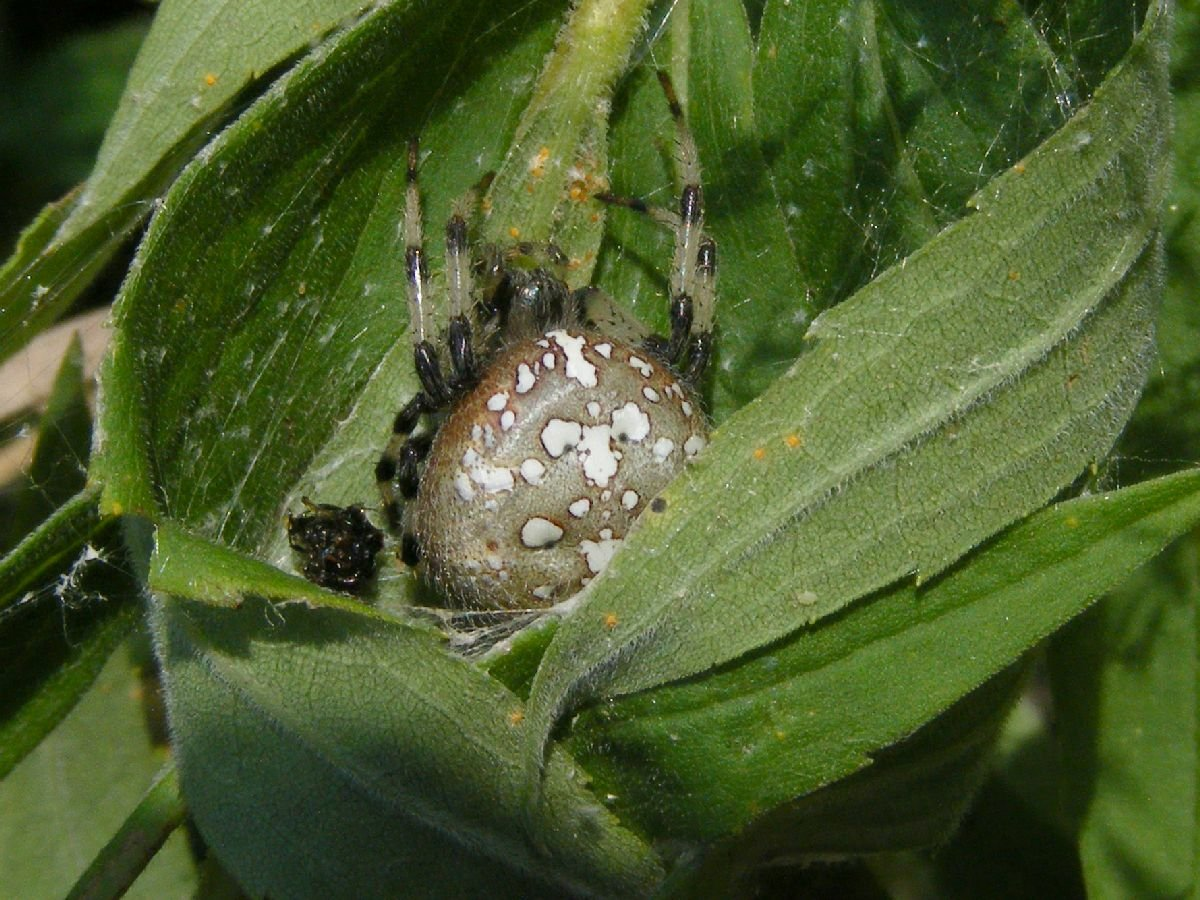
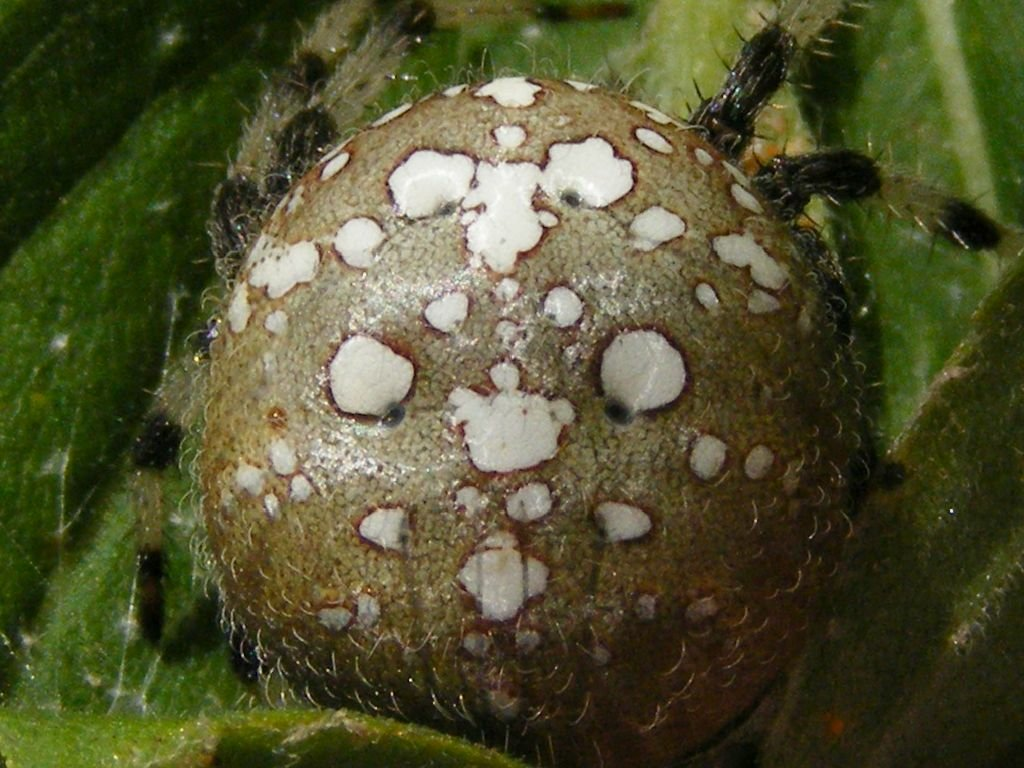

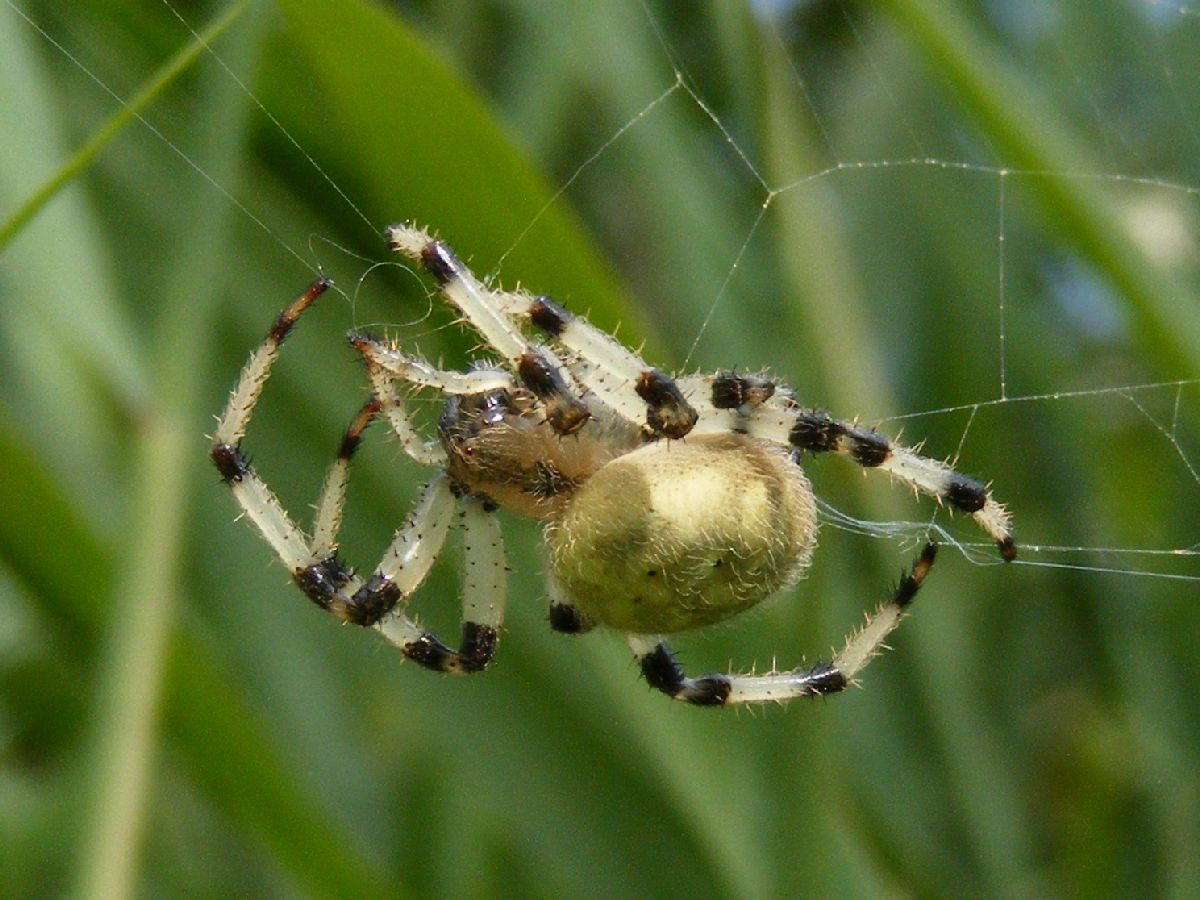
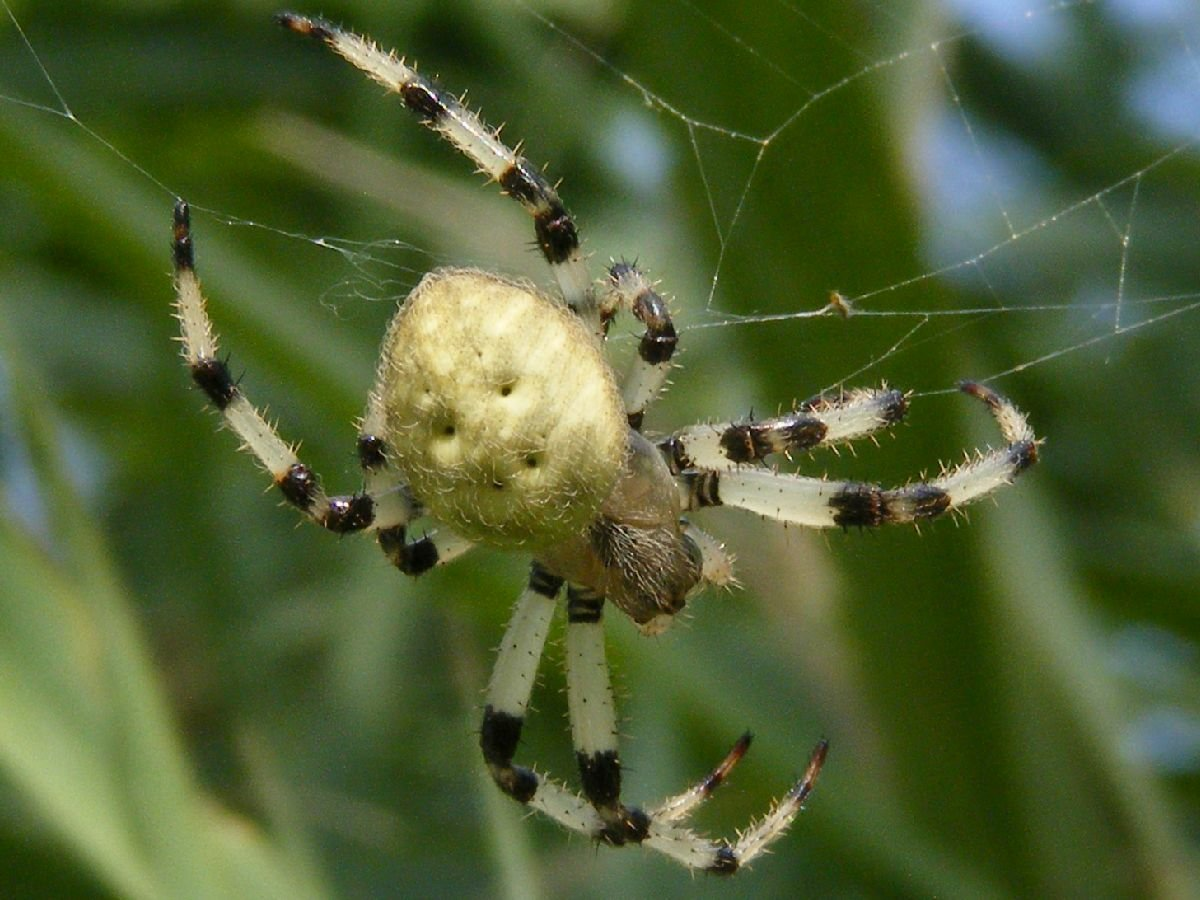
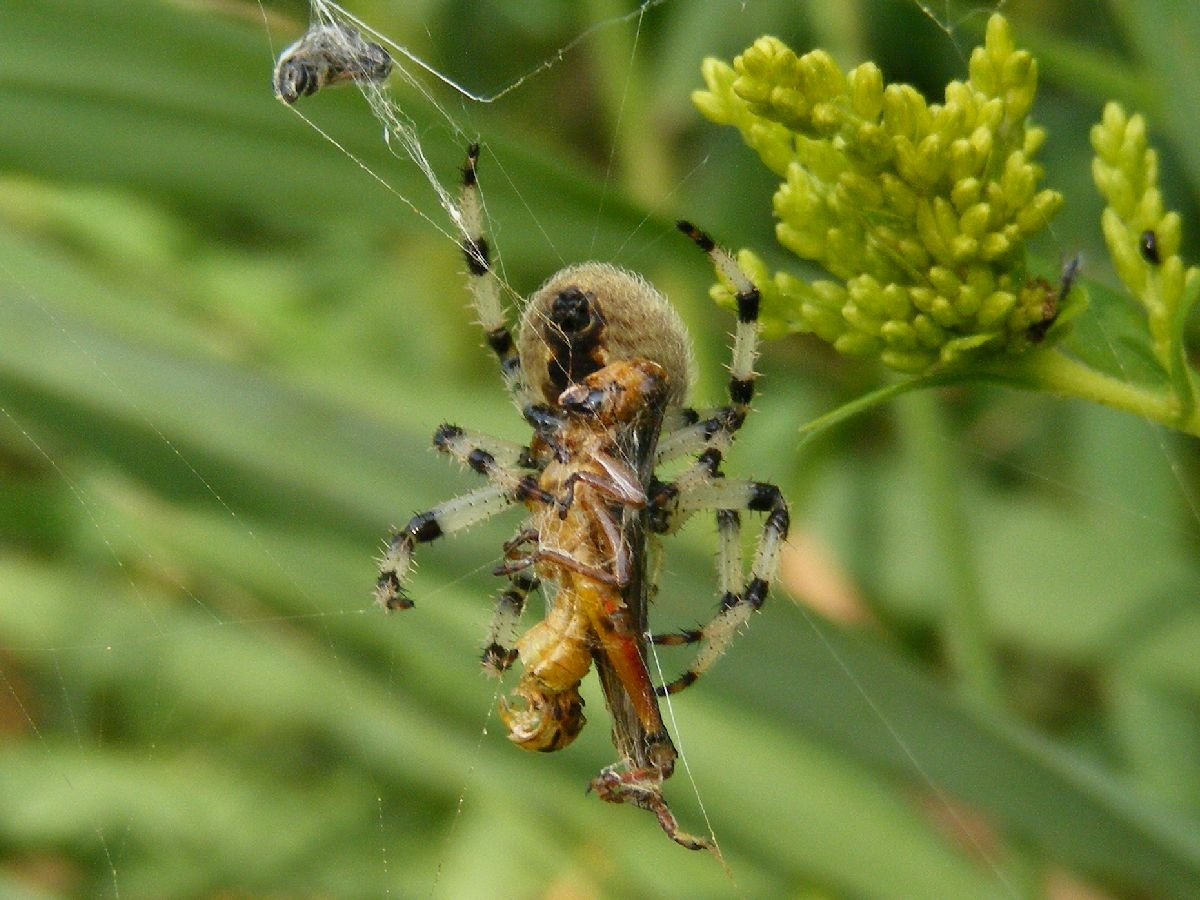

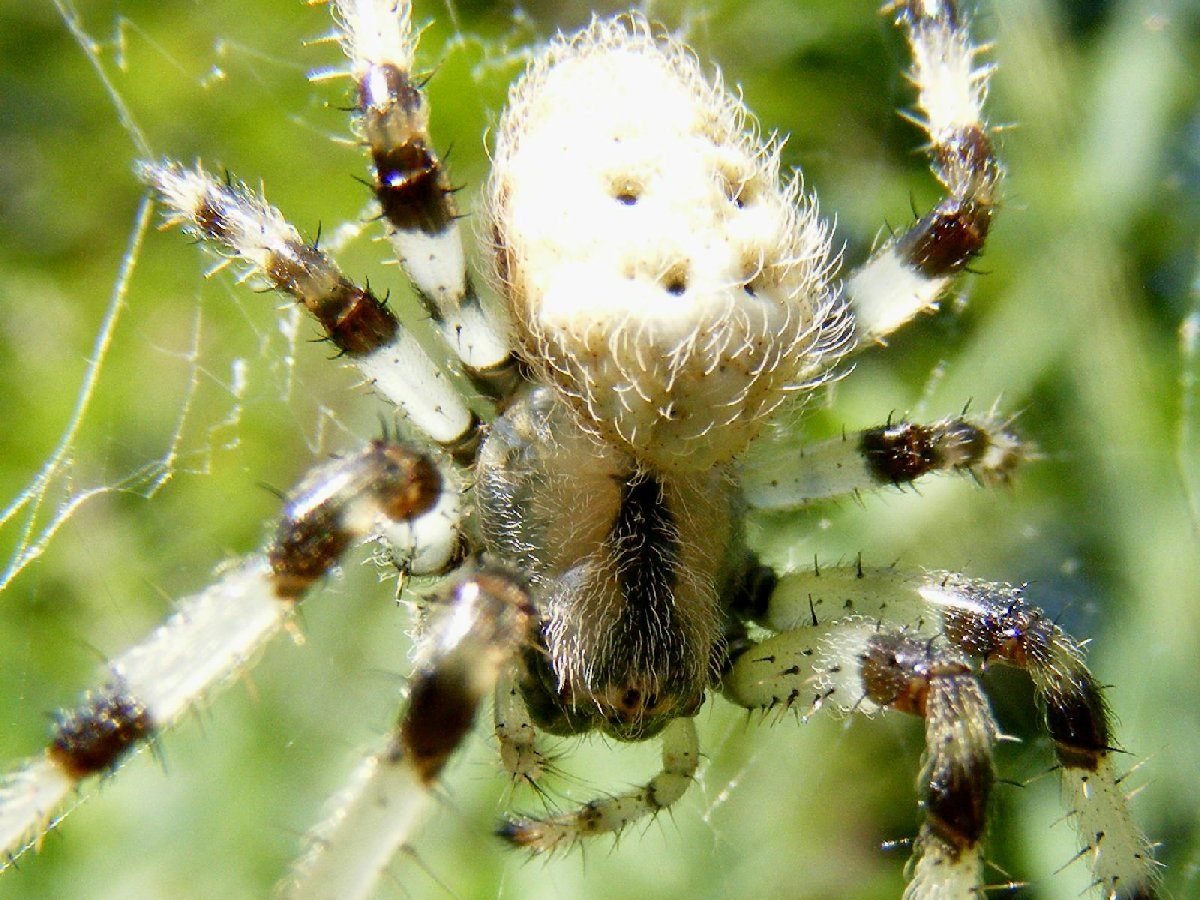
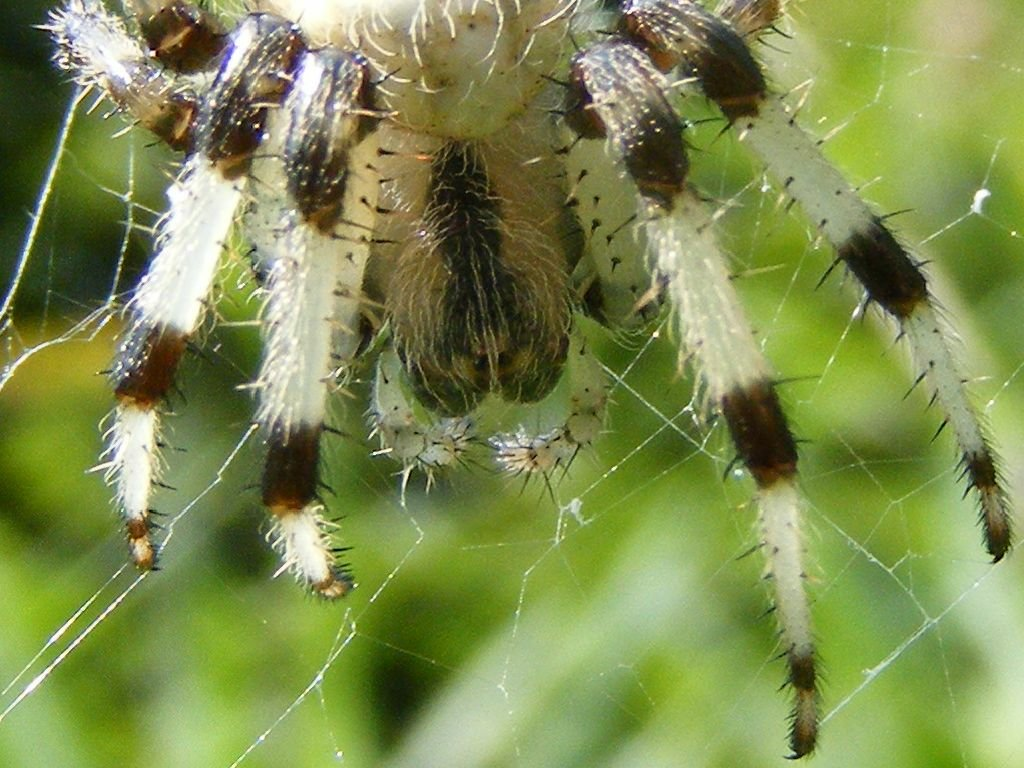
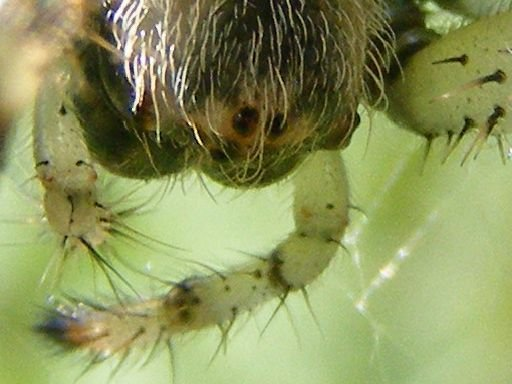

Livrée sombre
Livrée claire
Détails

## Publication originale
- Hentz, 1847 : Descriptions and figures of the araneides of the United States. Boston Journal of Natural History, vol. 5, p. 443-478.